# ریمون آبلیو
ریمون آبلیو (به فرانسوی: Georges Soulès, dit Raymond Abellio) نویسنده و فیلسوف قرن بیستم میلادی اهل فرانسه است. او از شاگردان مدرسه پلی‌تکنیک پاریس بود و در سال ۱۹۴۶ موفق به دریافت جایزهٔ سنت بوو (Prix Sainte-Beuve) شد.